# Arcteobia
Arcteobia är ett släkte av ringmaskar. Arcteobia ingår i familjen Polynoidae.
Kladogram enligt Catalogue of Life:
| Arcteobia | \| \| Arcteobia anticostiensis \| \| \| \| \| \| Arcteobia spinelytris \| \| \| \| |
|           | \| \| Arcteobia anticostiensis \| \| \| \| \| \| Arcteobia spinelytris \| \| \| \| |
|           | Arcteobia anticostiensis                                                           |
|           |                                                                                    |
|           | Arcteobia spinelytris                                                              |
|           |                                                                                    |